# Paul Revere
Paul Revere, född 21 december 1734 (g.s.), 1 januari 1735 (n.s.) i Boston, Massachusetts, död 10 maj 1818 också i Boston, var en amerikansk silversmed som var kurir och senare officer under det amerikanska frihetskriget. Han blev en legend när Henry Wadsworth Longfellows publicerade dikten "Paul Revere's Ride", som handlar om hur han som kurir spred till städer utanför Boston att brittiska trupper var på väg mot Concord, och slaget vid Lexington och Concord har i efterhand setts som startskottet för frihetskriget.

## Biografi
Paul Revere föddes i Boston och han lärdes till silversmed av sin far. Han påverkades av Jonathan Mayhew, en kongregationalist som förordade större friheter för de amerikanska kolonierna. Det ledde till slitningar med fadern som var född i Frankrike och hugenott. Fadern dog 1754, innan Paul Revere var gammal nog att få ta över rörelsen som mästare. Han gick med den koloniala armén under Fransk-indianska kriget, möjligen av ekonomiska skäl. Tidvis gick affärerna mindre bra och han utbildade sig också till tandläkare för att dryga ut inkomsterna. Bland annat utförde han tandlagning på Joseph Warren som blev en av ledarna före och i inledningen av amerikanska frihetskriget. Paul Revere var gift två gånger och fick sammanlagt sexton barn. 
Paul Revere engagerade sig i frihetsrörelsen, Sons of Liberty, i Boston efter införandet av 1765 års brittisk-amerikanska stämpellag, som tvingade på de amerikanska kolonierna stämpelavgifter på skrivna dokument. Han gjorde bland annat kopparstick i propagandasyfte över grymheter som engelska soldater utsatte lokalbefolkningen för. Han agerade som kurir åt skuggregeringen och var en av initiativtagarna till Tebjudningen i Boston 1773. Natten till den 18 april 1775 genomförde han en ritt till Lexington och Concord, för att förvarna att brittiska trupper närmade sig, ett uppdrag som han fick av Joseph Warren. Denna händelse beskrivs i poeten Henry Wadsworth Longfellows dikt "Paul Revere's Ride" från 1860 och gjorde Paul Revere till en legend, och ritten till en av de mer kända händelserna inför amerikanska frihetskriget. Under Paul Reveres livstid var händelserna inte okända, men till exempel vid hans bortgång nämndes inte händelsen särskilt i minnesskrifterna, och han var inte ett stort namn utanför Boston.
I slaget vid Bunker Hill omkom Joseph Warren, som då var generalmajor, och hans kropp skändades av britterna. Paul Revere och några till sökte upp hans kvarlevor nio månader efter slaget, och Paul Revere kunde identifiera honom tack vare de tandlagningar och proteser han gjort. Paul Revere har därför kallats Amerikas första rättsodontolog.
Som silversmed rationaliserade han arbetet med ett visst mått av mekanisering och introducerade ett modernt arbetssätt som föregick industrialiseringen. Han fick i uppdrag att bygga en krutkvarn i Massachusetts och skickades till Philadelphia, där koloniernas enda krutkvarn låg. Han hade rekommendationsbrev och visades runt, men förvägrades ritningar och noggrannare studier utan att betala mutor till kvarnens ägare. Trots det byggde han en framgångsrik krutkvarn  när han återkom till Massachusetts. Han fick befäl över en artilleriförband, men efter att ha varit med i misslyckandet i Penobscot Expedition, där Massachusetts flotta slogs ned, så ombads han att ta avsked från armén. Han gjorde så, men ivrade för ett åtal så att han skulle kunna rentvå sitt namn och 1782 frikändes han av en krigsrätt.
Efter kriget strävade han efter att bli en handelsman med hjälp av pengarna från hans verksamhet som silversmed. Den verksamheten satsade på massproduktion, av till exempel teskedar som hade stor omsättning, och moderna arbetsmetoder som fungerade väl. Han satsade på annan metallhantering som järn, byggde smältugnar, och utvecklade nya tekniker samt arbetade med koppar, mässing och klockgjutning. Verksamheten blev framgångsrik tack vare hans metoder, men också att hans produkter låg rätt i tiden. Delar av hans verksamheter lever kvar i Revere Copper Company, som grundades i den krutkvarn han byggt upp till revolutionsarmén, och sedan köpte.

## Dikten "Paul Revere's Ride"
Dikten "Paul Revere's Ride" skrevs 1860 av Henry Wadsworth Longfellow, när de slitningar mellan nord- och sydstaterna som senare utmynnade i amerikanska inbördeskriget var påtagliga. Den skrevs för att väcka opinion och patriotism i nordstaterna för att förhindra en utbrytning av sydstaterna. Dikten bygger på en verklig händelse inför det första slaget i frihetskriget, men den skapade en legend om ritten och avviker en del från det som verkligen hände. Henry Wadsworth Longfellow kände till skildringarna och avvikelserna gjordes medvetet. Redan diktens inledning har blivit bevingad:
| ” | Listen, my children, and you shall hear Of the midnight ride of Paul Revere | „ |

I dikten säger Paul Revere till en förtrogen att gå upp i Old North Church och signalera med en lampa om britterna tågade norrut till lands, och med två lampor om de avseglade norrut med sina trupper, så att han kunde ta sig över floden innan det var känt och sedan rida iväg och berätta det. Detta har blivit det bevingade citatet: 
| ” | One if by land, and two if by sea; | „ |

I själva verket bad han den förtrogna att gå upp med två lampor som en signal till Charleston att britterna gav sig iväg sjövägen, och var alltså en signal från Paul Revere och inte till. I dikten rider Paul Revere hela sträckan själv och varnar, i själva verket red han bara till en av städerna i tid för att larma, och när han larmade gjorde han det försiktigt eftersom det var andra brittiska trupper ute och många kolonisatörer stod britternas sida. Larmandet var både en kallelse till resning, och den fick också andra kurirer att rida i väg och förvarna omkringliggande samhällen och gårdar.

## Minnesmärken
Den amerikanske konstnären Grant Wood gjorde sin tolkning av ritten i målningen The Midnight Ride of Paul Revere  från 1931. Ett av hans hus har bevarats i Boston och är museum och utanför finns en ryttarstaty som föreställer kuriren Paul Revere. Statyn är belägen i den lilla parken Paul Revere mall framför Old North Church. Skulptören Cyrus Edwin Dallin fick uppdraget 1883, men den avtäcktes inte förrän 1940. 

## Silverarbeten
Reveres mest kända silverarbete är Sons of Liberty punchbowl från 1768, som finns till beskådande på Museum of Fine Arts i Boston. Han gjorde också propagandatryck som visade britternas illdåd under kriget.

## Bilder

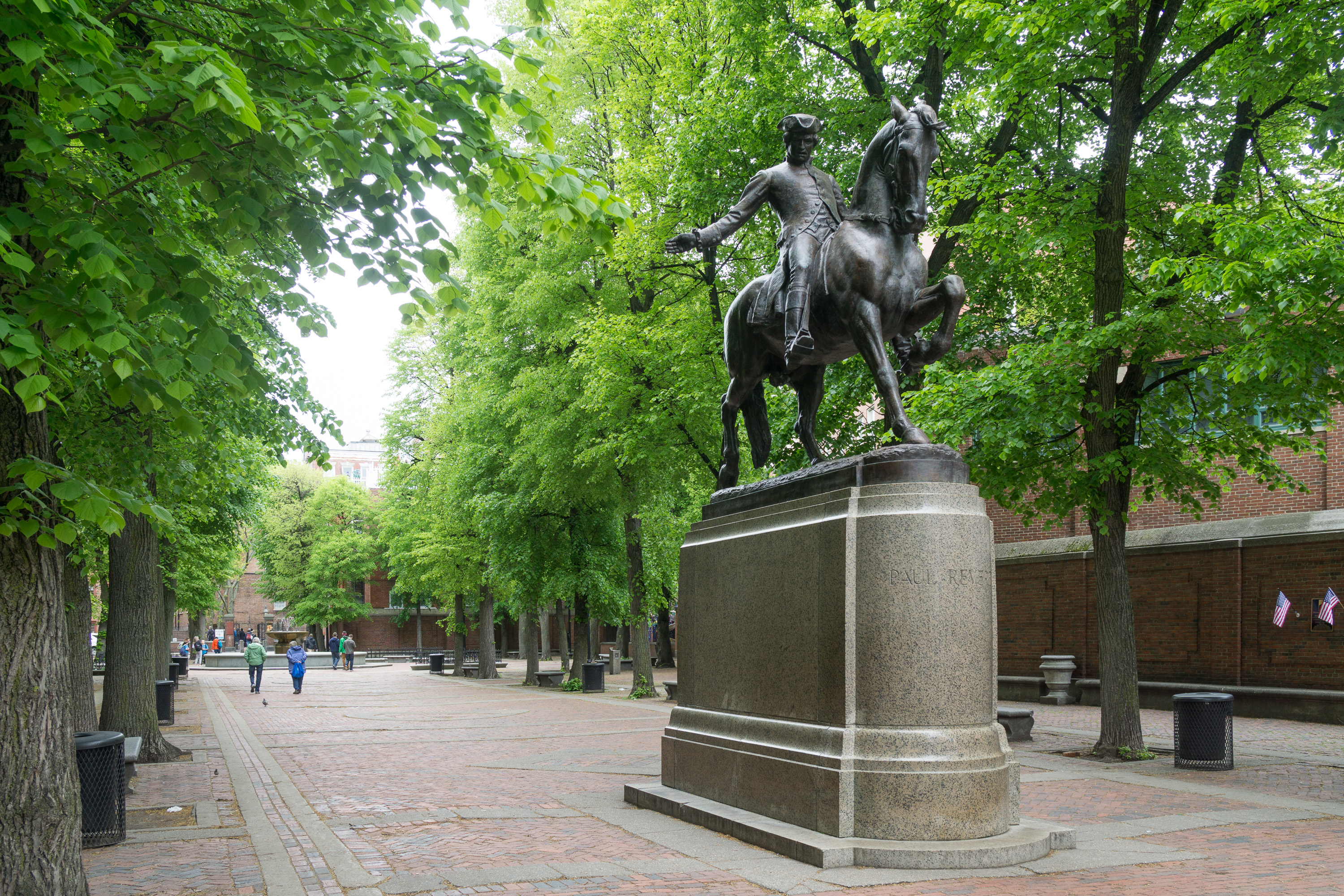
Staty av Paul Revere vid Paul Revere Mall i Boston. Skulptur av Cyrus Edwin Dallin
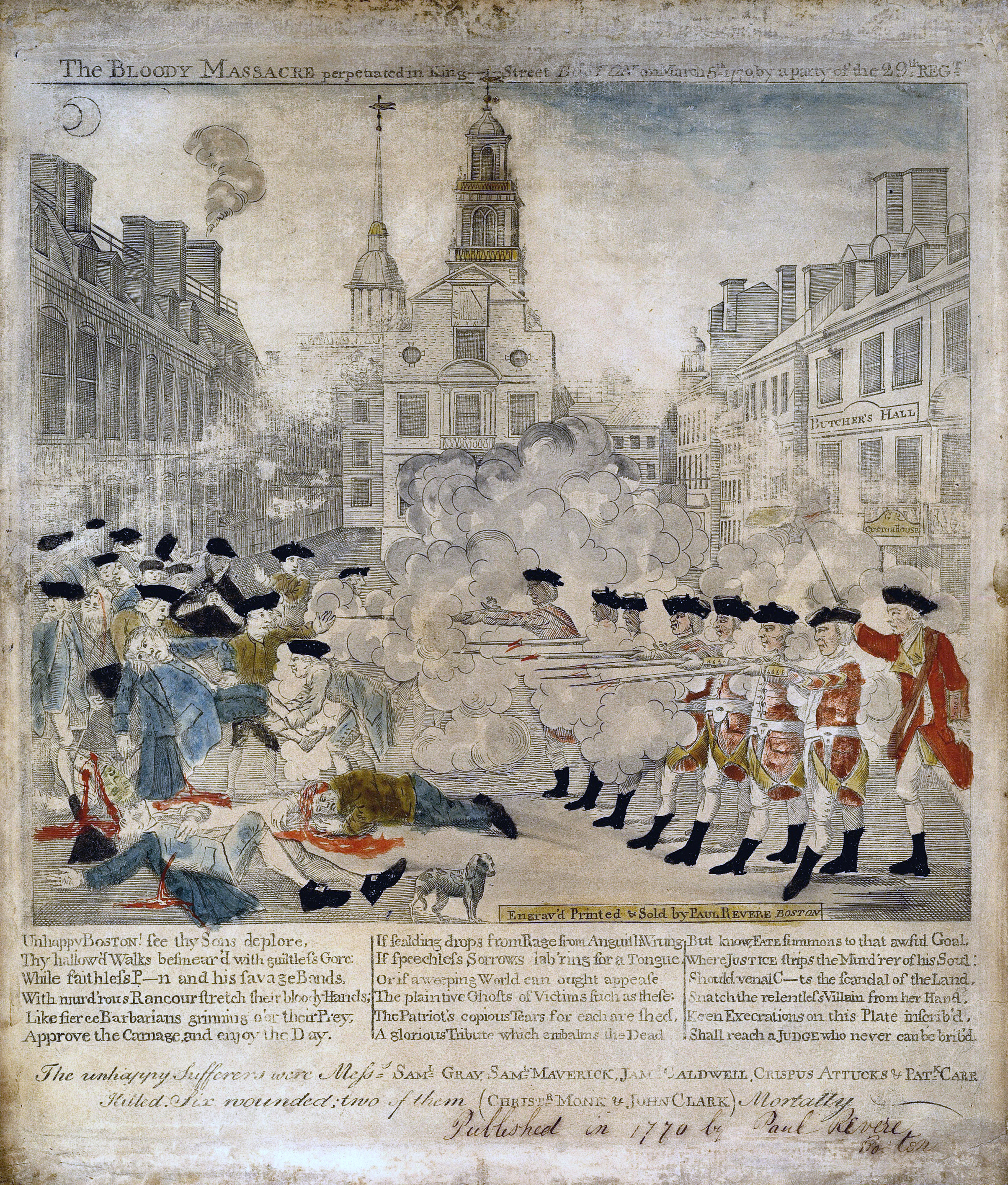
Bostonmassakern, kopparstick graverat och tryckt av Paul Revere 1770.
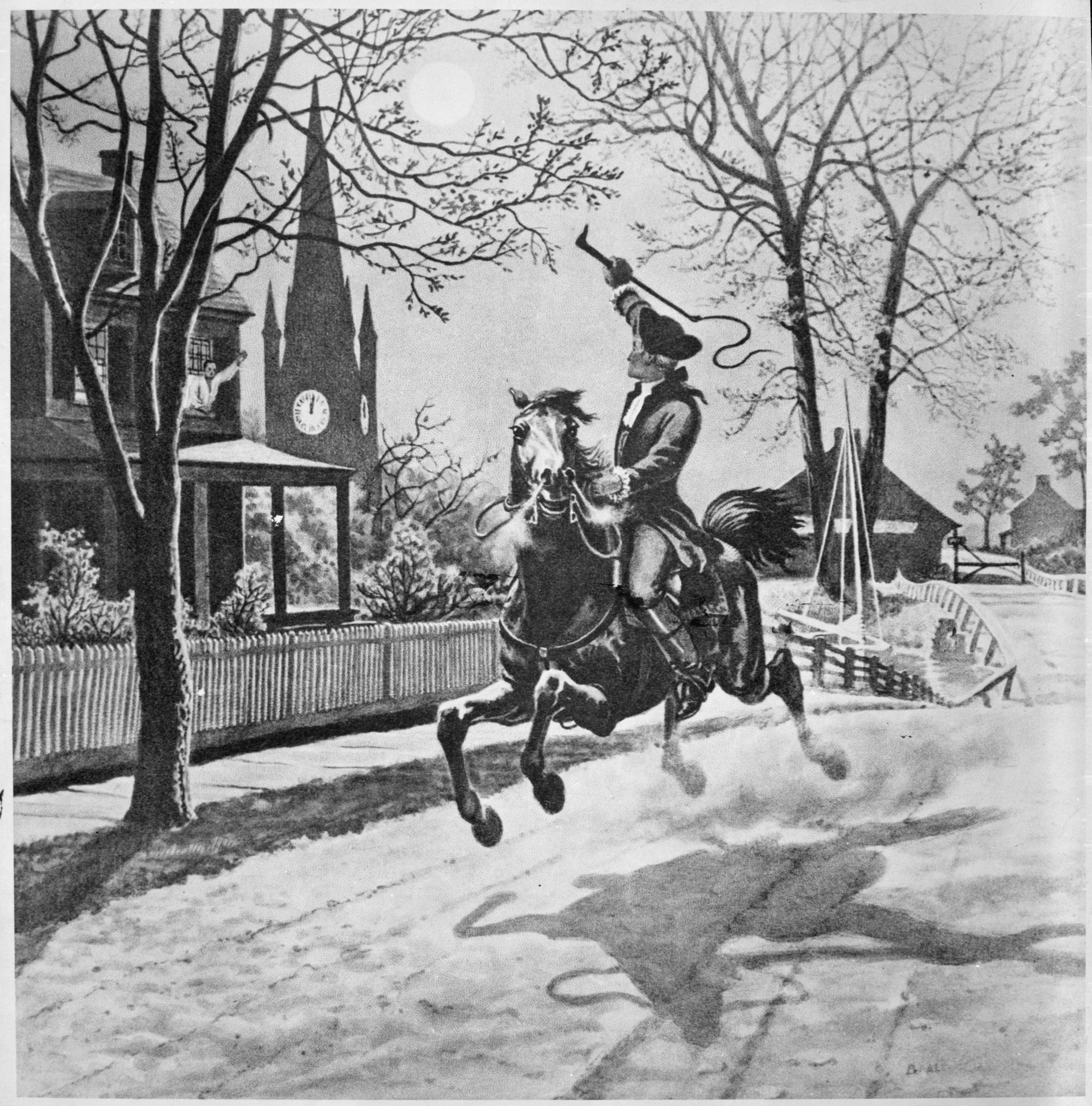
Paul Reveres ritt. Amerikanskt propagandatryck från andra världskriget.
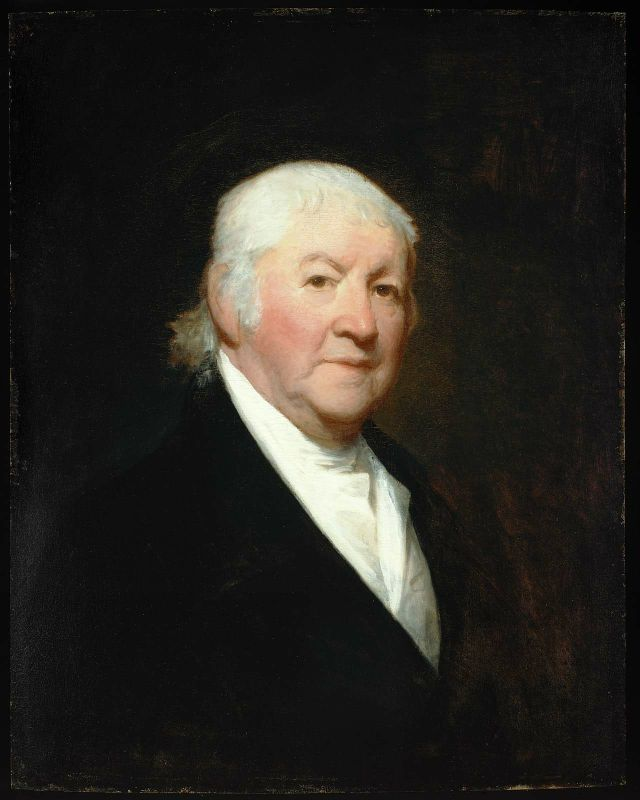
Paul Revere vid 78 års ålder 1813. Målning av Gilbert Stuart.
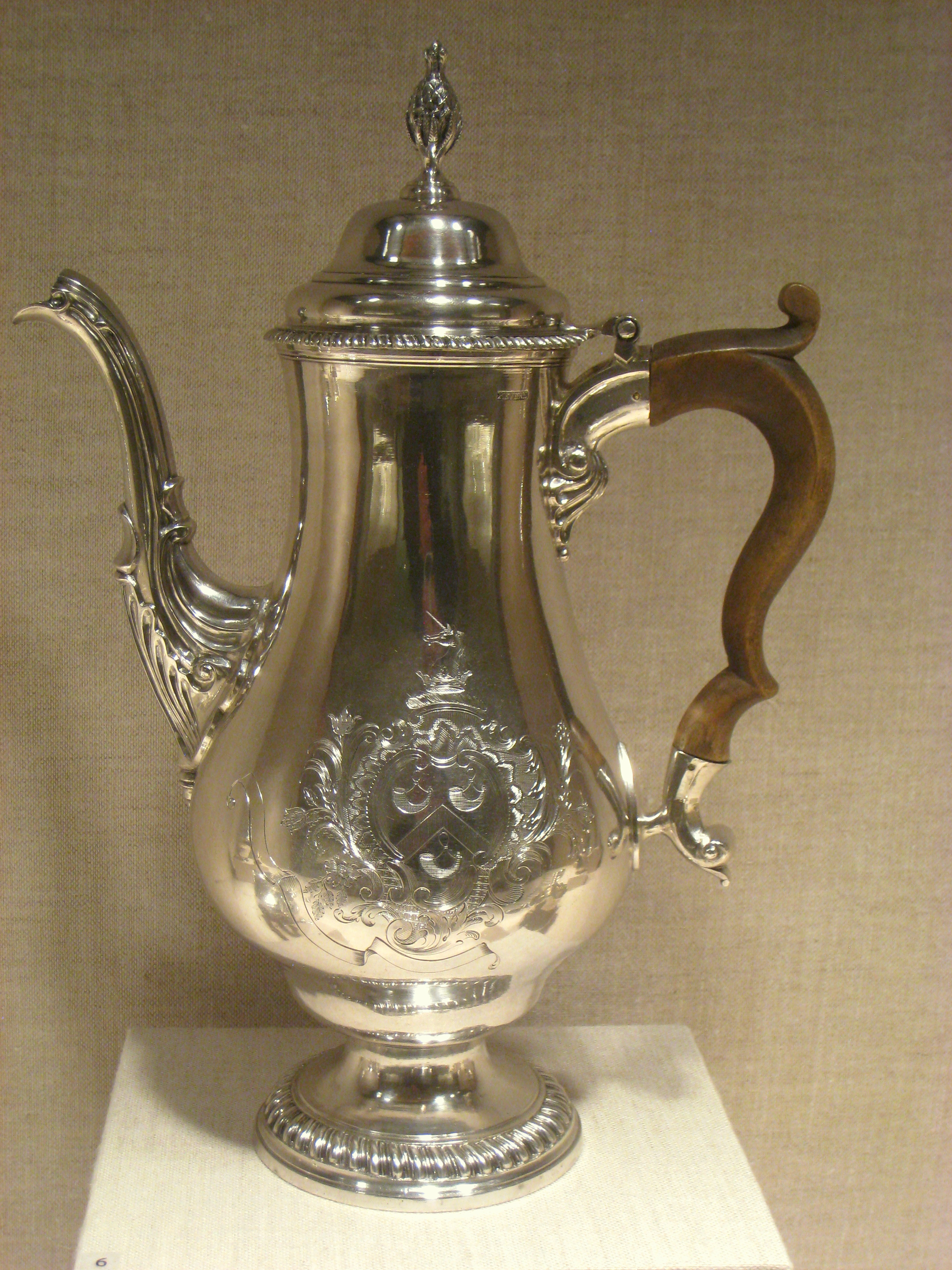
Kaffekanna i silver gjord av Paul Revere 1773.
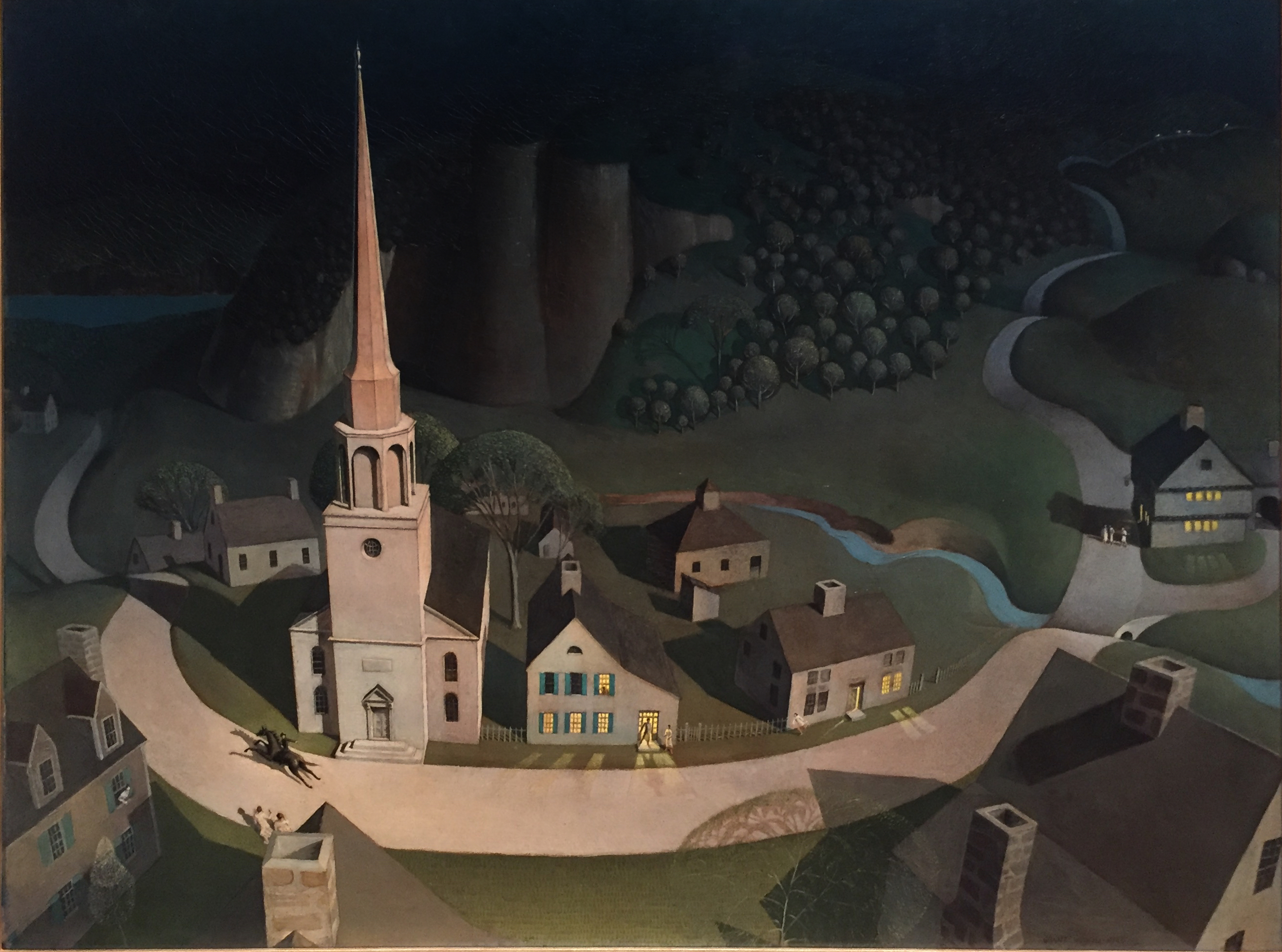
The Midnight Ride of Paul Revere  av Grant Wood 1931.
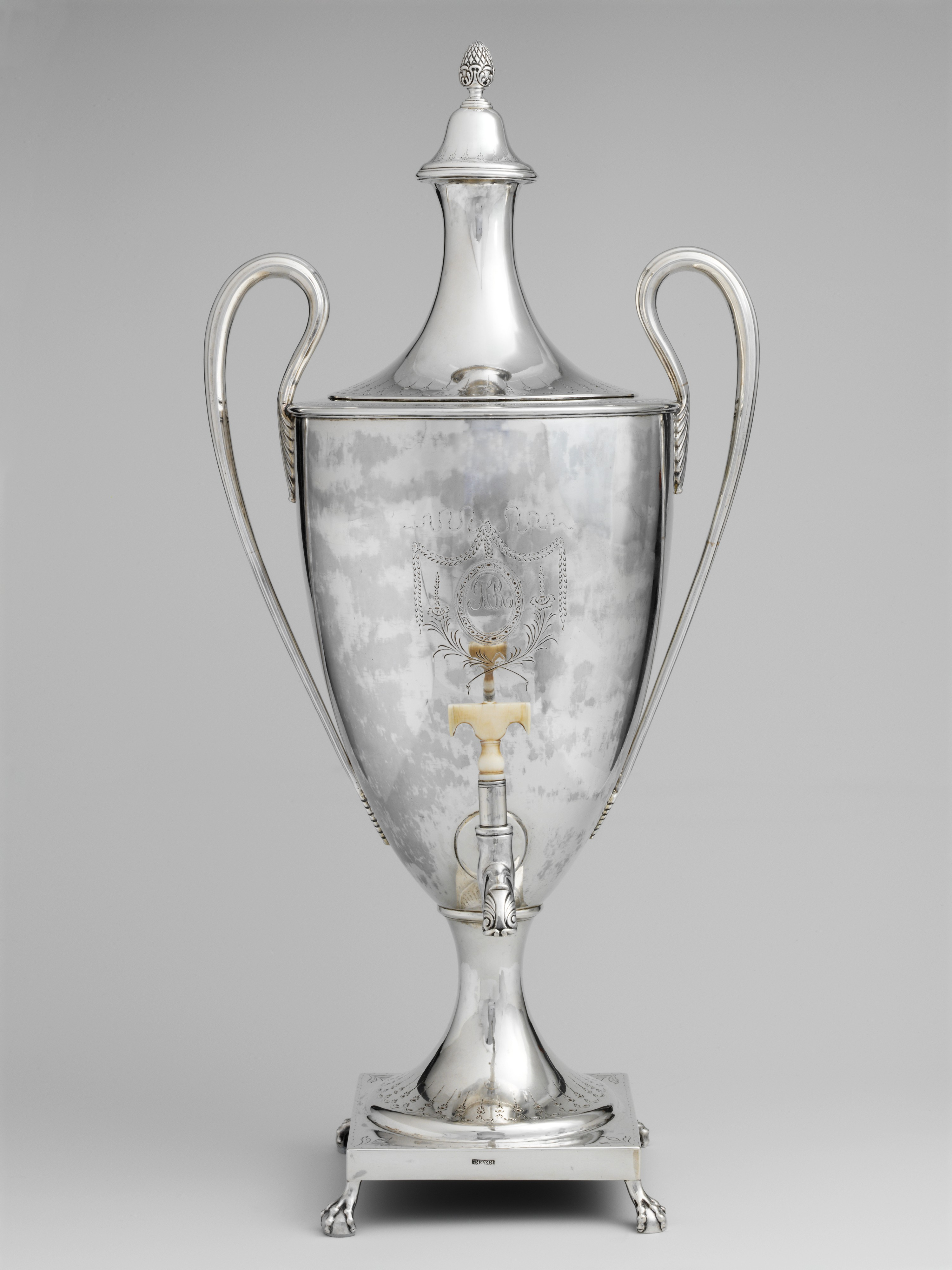
Tekanna till John Rowe 1791.
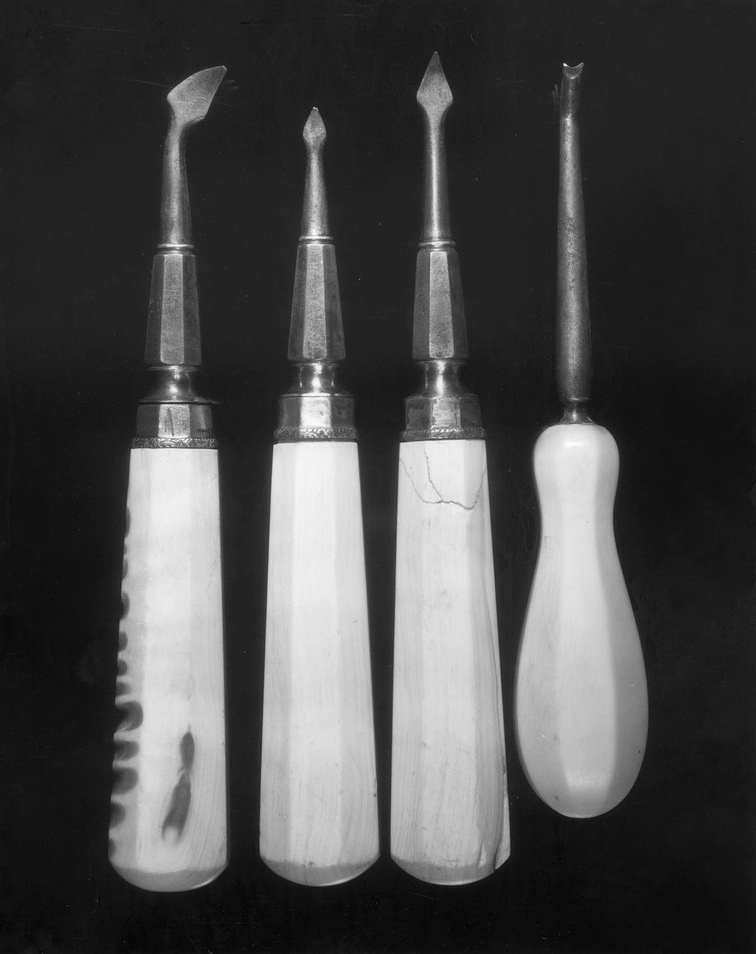
Tandläkarverktyg.
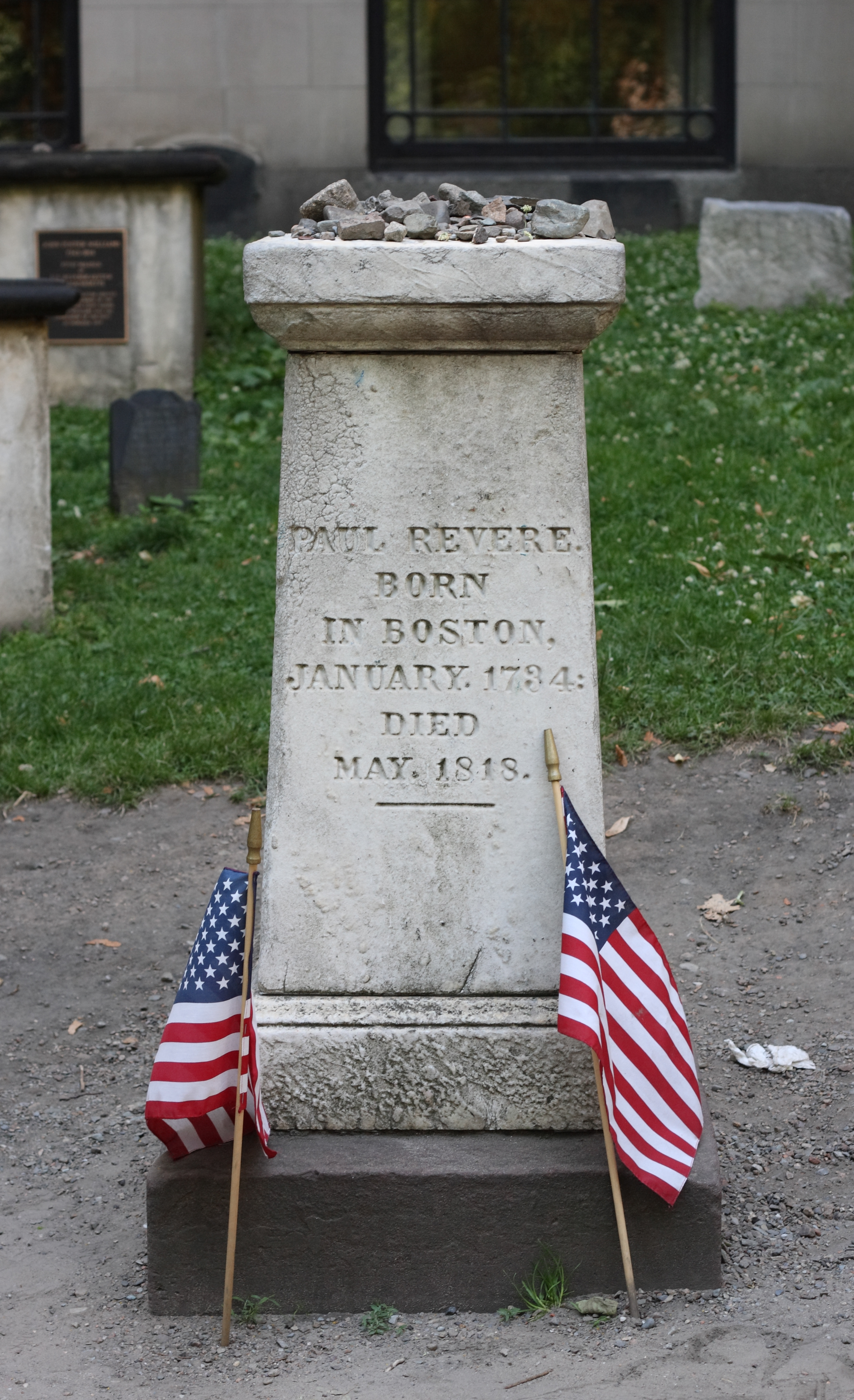
Paul Reveres grav i Granary Burying Ground.

## Anmärkning
1. ↑  Födelsedatumet är det normalt angivna. Det är egentligen inte absolut känt utan är baserat på att han döptes 22 december enligt gamla stilen.